# Catocala neonympha
Catocala neonympha is een vlinder uit de familie van de spinneruilen (Erebidae). De wetenschappelijke naam van de soort werd in 1805 gepubliceerd door Eugen Johann Christoph Esper.
Deze soort komt voor in Europa.